# Rottneros
Rottneros is een plaats in de gemeente Sunne in het landschap Värmland en de provincie Värmlands län in Zweden. De plaats heeft 444 inwoners (2005) en een oppervlakte van 160 hectare.

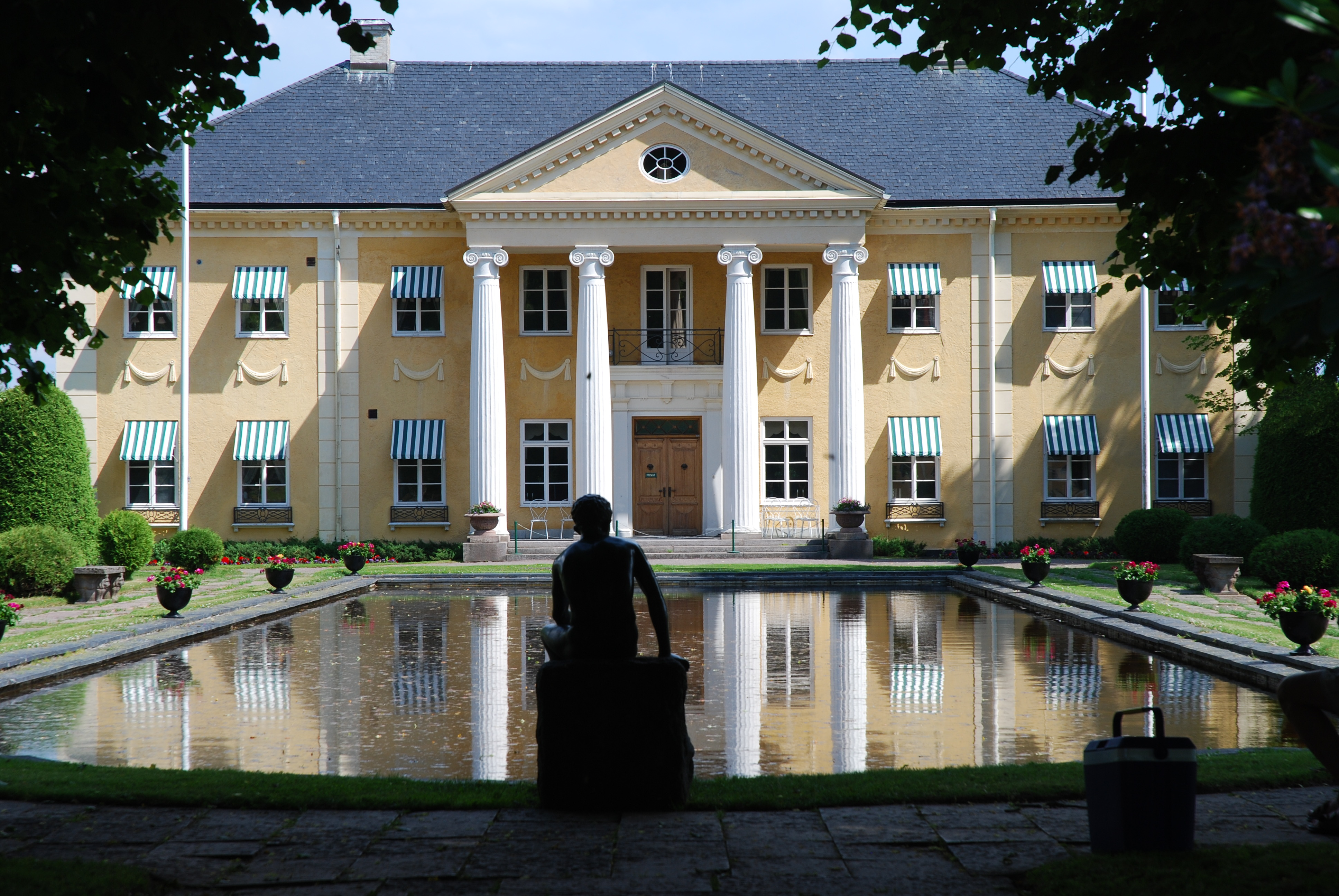
Landhuis in Rottneros
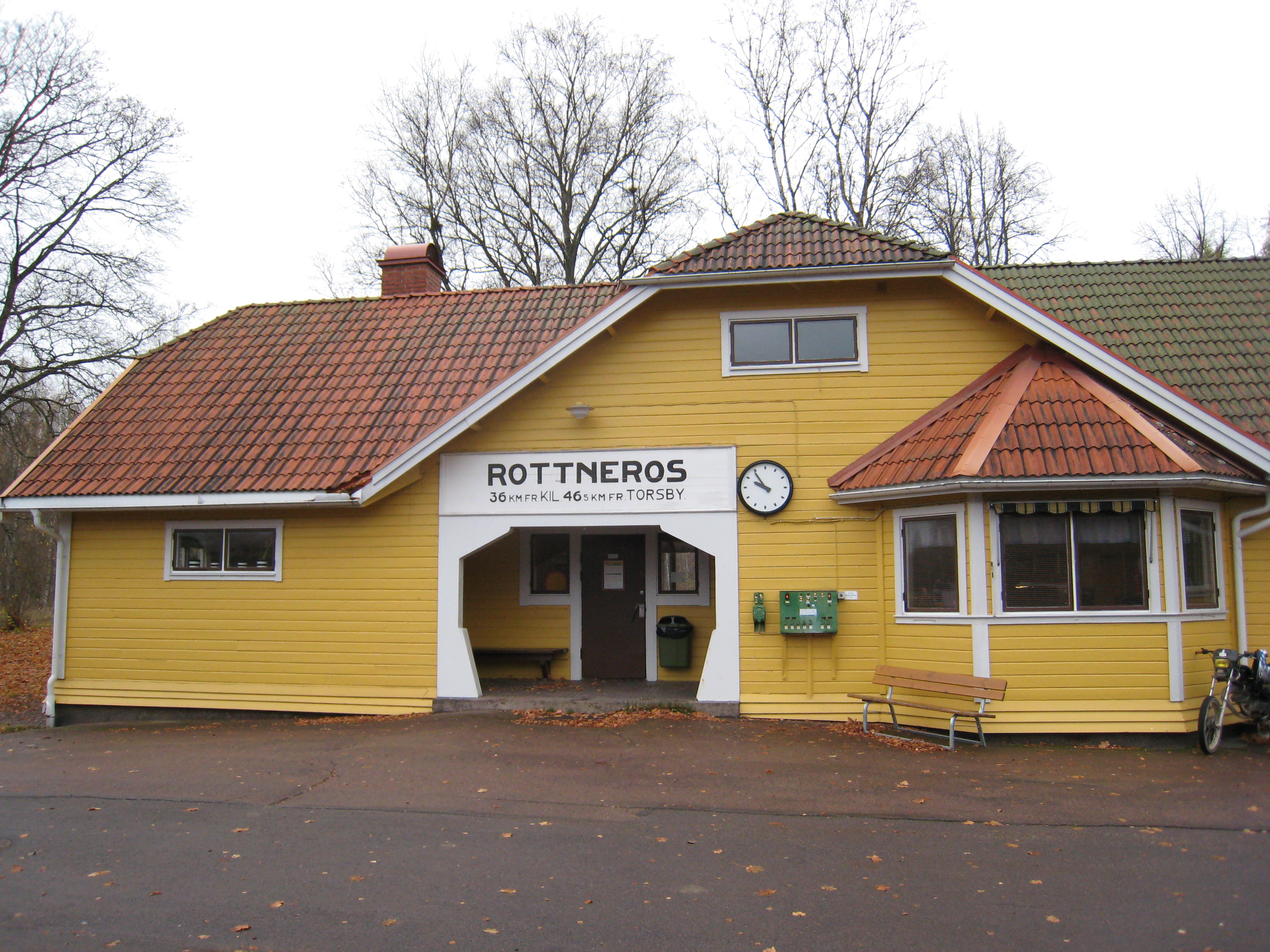
Station van Rottneros

## Ski Sunne
Net ten oosten van het dorp ligt skigebied Sunne, met 10 afdalingen en een totale pistelengte van 7 kilometer een van de grootste in Värmland. Ski Sunne kent twee groene, drie blauwe, drie rode en één zwarte piste, twee stoeltjesliften en vijf sleepliften. In het winterseizoen vertoeven veel Zweden hun wintersportvakantie hier. Ook zijn er tijdens de Nederlandse vakanties behoorlijk wat Nederlanders te vinden.

## Verkeer en vervoer
Bij de plaats loopt de E45.
De plaats heeft een station aan de spoorlijn Kil - Torsby.